# NGC 6711
NGC 6711 is een balkspiraalstelsel in het sterrenbeeld Draak. Het hemelobject werd op 5 augustus 1885 ontdekt door de Amerikaanse astronoom Lewis A. Swift.
- NGC 6711 is het zuidelijkste NGC-object in het sterrenbeeld Draak. Het bevindt zich op de grenslijn Draak/Lier, maar officieel hoort het toe aan het gebied van Draak.

## Synoniemen
- UGC 11361
- IRAS 18476+4735
- MCG 8-34-25
- KARA 862
- ZWG 255.17
- KAZ 496
- PGC 62456